# Gaga (Larangan)
Gaga is een bestuurslaag in het regentschap Tangerang van de provincie Banten, Indonesië. Gaga telt 24.408 inwoners (volkstelling 2010).